# Mengelsdorf
Mengelsdorf (obersorbisch Mengelojcy) ist ein Ortsteil der sächsischen Landstadt Reichenbach/O.L. In der Mengelsdorfer Flur liegen die Siedlungen Löbensmüh und Feldhäuser.

## Geographie

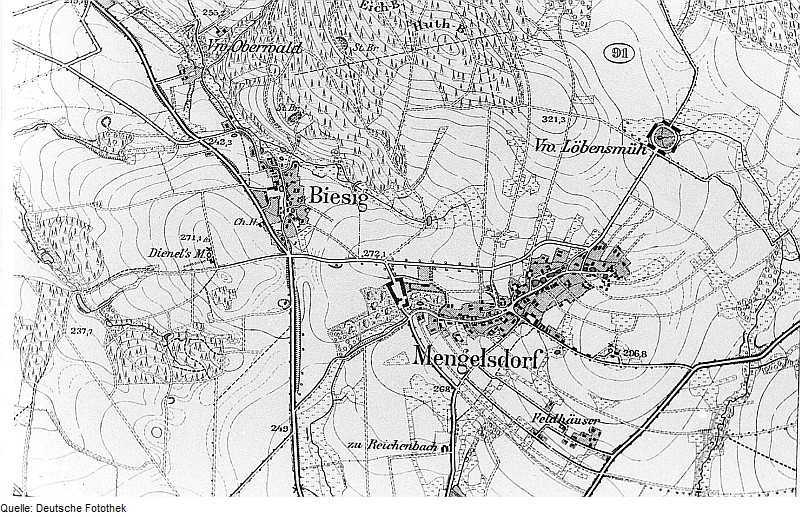
Karte mit Mengelsdorf, Feldhäuser, Löbensmüh und dem Nachbarort Biesig (1886)

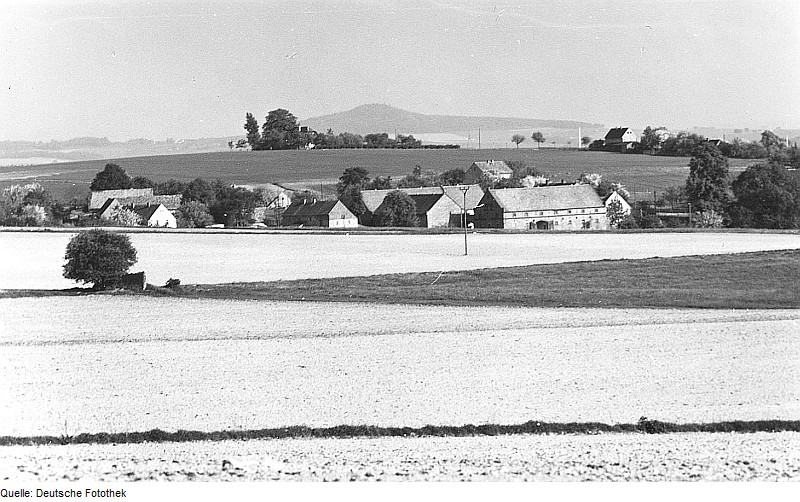
Blick über das Dorf zum Windmühlenberg und den Rotstein

Mengelsdorf liegt etwa zwei Kilometer nordnordöstlich des Reichenbacher Stadtzentrums. Zwischen der Stadt und dem Dorf verläuft die Bundesstraße 6, die von zwei Ortsverbindungsstraßen sowie der westlich von Mengelsdorf verlaufenden Staatsstraße 124 gekreuzt wird. Das ehemalige Vorwerk Löbensmüh liegt nordöstlich von Mengelsdorf, Feldhäuser liegt südlich des Dorfes. Umliegende Ortschaften sind Biesig im Westen, Dittmannsdorf im Nordwesten, Arnsdorf im Norden, Königshain im Nordosten, Markersdorf im Osten und Gersdorf im Südosten.
Nördlich von Mengelsdorf liegen die Königshainer Berge, durch die die nahegelegene Autobahn 4 mit dem gleichnamigen Autobahntunnel führt.

## Geschichte

### Ortsgeschichte
Mengelsdorf wurde um das Jahr 1320 erstmals urkundlich in einem Görlitzer Stadtbuch unter dem Namen Mengeresdorph erwähnt. Die Siedlungsform als Waldhufendorf sowie der Name lassen auf eine deutsche Besiedlung schließen, die wahrscheinlich während der zweiten Phase der deutschen Ostsiedlung im 12. oder 13. Jahrhundert erfolgte.
Während seiner Geschichte war Mengelsdorf oftmals mit Reichenbach verbunden und war die ganze Zeit über in Reichenbach eingepfarrt. Bereits im ausgehenden 14. Jahrhundert gehörte Mengelsdorf den Herren von Gersdorff, die zu dieser Zeit auch Grundherren von Reichenbach waren.
Schulden zwangen Balthasar von Gersdorff 1580 zum Verkauf der Güter Reichenbach und Mengelsdorf an Hanns von Warnsdorf. Er konnte 1599 erreichen, dass das Mann-Lehngut Mengelsdorf (nur ein männlicher Erbe konnte Lehnsherr werden) durch Kaiser Rudolf II. in ein Erbe umgewandelt wurde. Hanns’ Sohn Hans George verkaufte Mengelsdorf 1627 an den Görlitzer Bürger Gottfried (von) Rückert. Durch Heirat und Erbe wechselte das Gut an Dorothea Elisabeth von Dewitz, die es bald nach der Verlehnung im Jahr 1680 an den Amtshauptmann des Görlitzer Kreises, Wolf Albrecht von Loeben verkauft.
Dessen Sohn Wolf Christian Albrecht von Loeben, der 1733 das benachbarte Gut Biesig kaufte, hatte umfangreiche Investitionen in Mengelsdorf getätigt. Unter anderem ließ er das nach ihm benannte Vorwerk Löbensmüh in der Nähe des Dorfes anlegen. Nachdem es 1737 gänzlich abgebrannt war, ließ er es an seiner heutigen Stelle wieder auf- und zum Witwensitz für seine Frau ausbauen. Bereits um 1700 wurde durch die Loebensche Herrschaft eine Schule gegründet. Durch Verkauf an den Hofrat Andreas Nitsche endete die Loebensche Wirkungszeit 1776.
Nach dem Wiener Kongress von 1814/1815 musste das Königreich Sachsen infolge einer erzwungenen Teilung viele Landesteile an Preußen abtreten. Infolgedessen wurde Mengelsdorf dem preußisch-schlesischen Landkreis Görlitz zugeordnet. Südlich des Dorfes entstand im 19. Jahrhundert die Siedlung Feldhäuser.

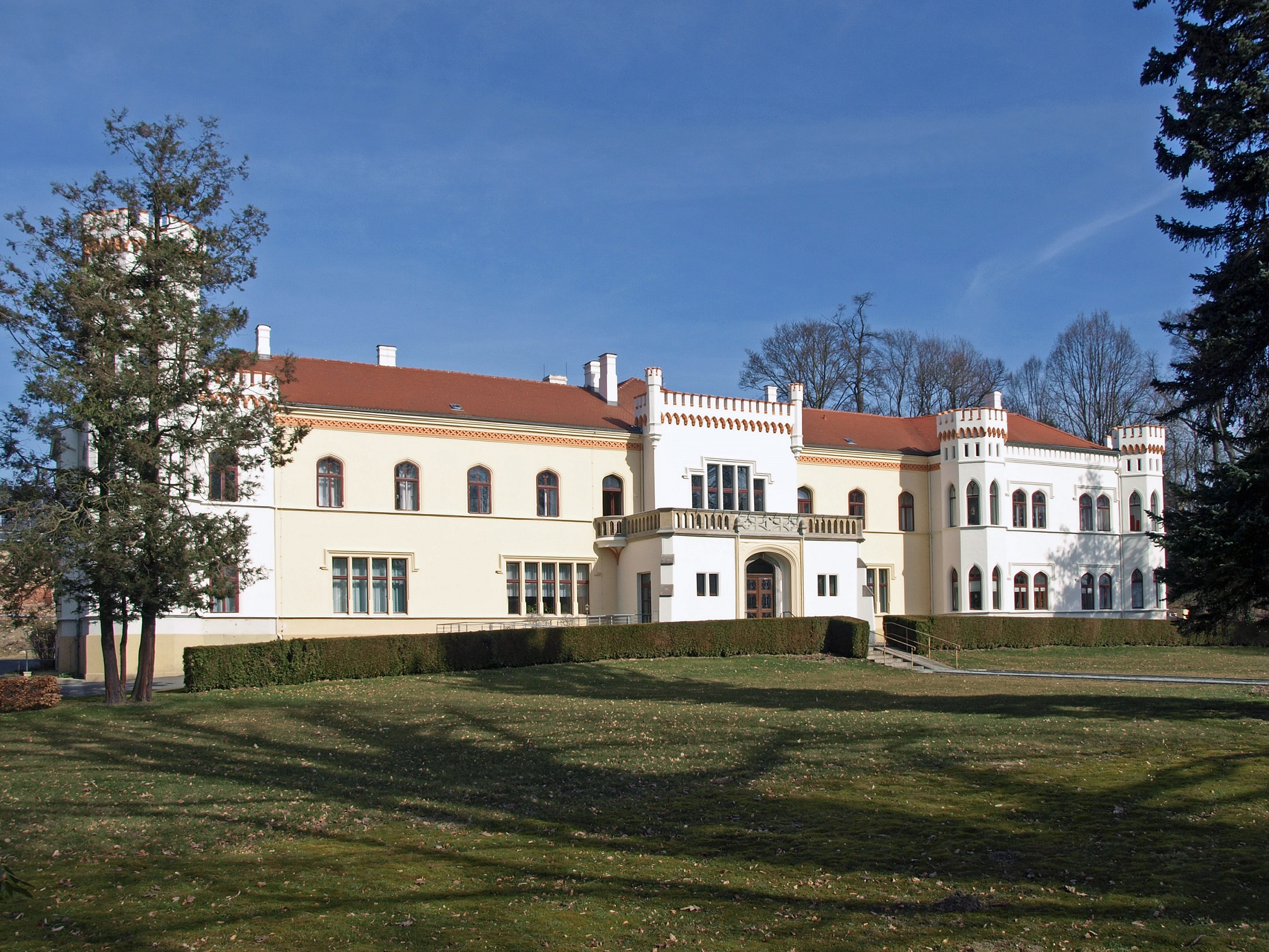
Schloss Mengelsdorf

Das Schloss wurde 1859 von Georgine Louise Hüpeden gekauft und im Tudorstil umgebaut und erweitert. Um 1893 wurde die zentrale Halle nach Entwurf des renommierten Berliner Architekten Otto March neu gestaltet, zumindest die wandfeste Ausstattung ist davon erhalten.

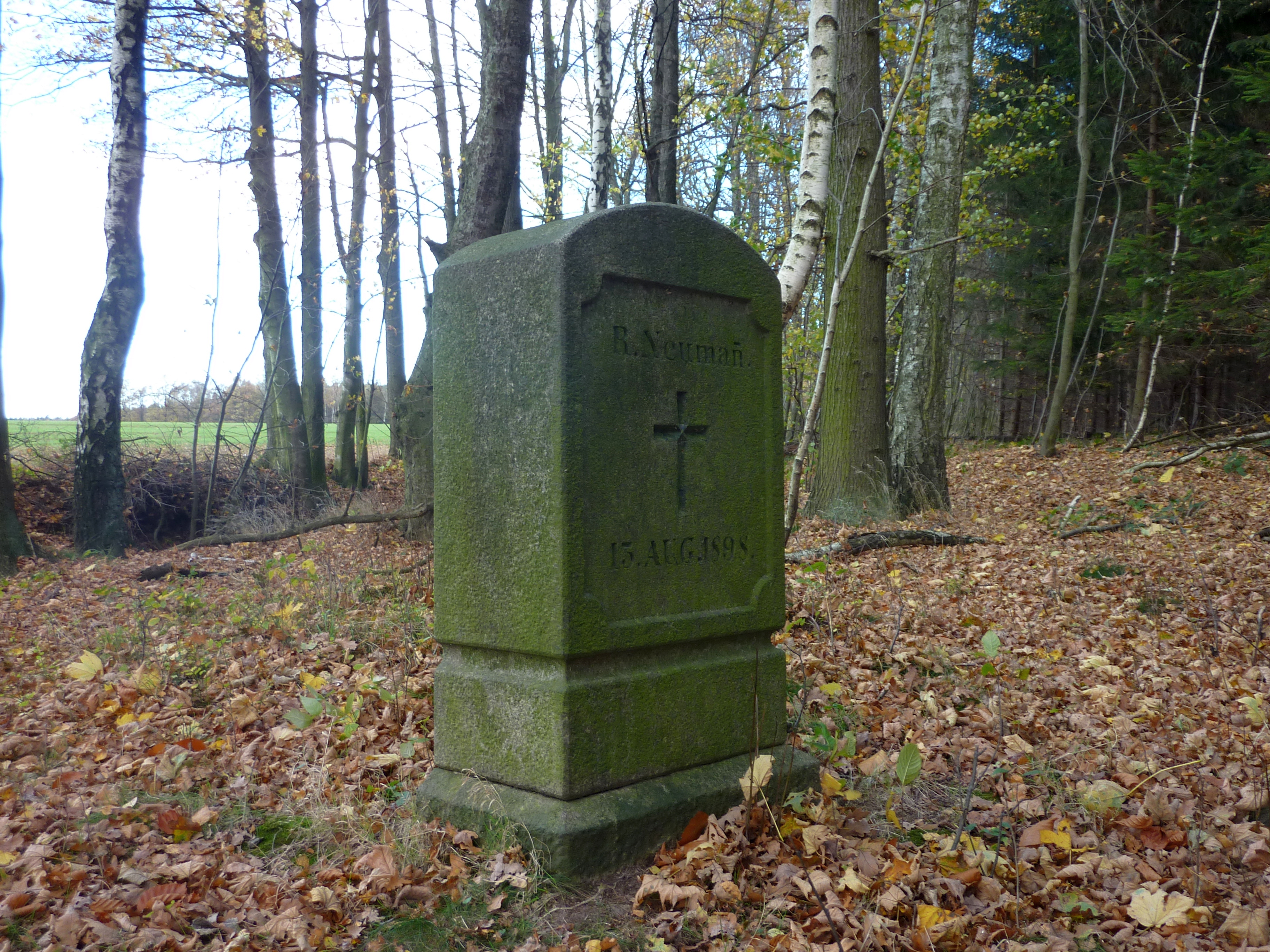
Neumannstein

Außerhalb des Dorfes am Weg nach Königshain erinnert ein Stein an den Tod des 20-jährigen Heinrich Richard Neumann am 15. August 1898. Die Todesumstände sind heute unklar, vermutlich handelte es sich um eine Eifersuchtstat.
Nach dem Zweiten Weltkrieg wurde das Schloss an die Caritas übergeben, die es als Altersheim und bis 1968 auch zur Kindererholung nutzte.
Zum 1. Januar 1994 wurden die Gemeinden Dittmannsdorf, Mengelsdorf, Meuselwitz und Zoblitz im Rahmen der sächsischen Gemeindegebietsreform nach Reichenbach eingemeindet.
Seit 1996 wird das ehemalige Altersheim als sozialtherapeutische Wohnstätte für psychisch kranke Menschen genutzt.

### Bevölkerungsentwicklung
| Jahr | Einwohner |
| ---- | --------- |
| 1825 | 434       |
| 1871 | 534       |
| 1885 | 526       |
| 1905 | 547       |
| 1925 | 545       |
| 1939 | 533       |
| 1946 | 745       |
| 1950 | 816       |
| 1964 | 678       |
| 1971 | 631       |
| 1988 | 467       |
| 1990 | 464       |
| 1993 | 488       |
| 2000 | 496       |
| 2003 | 474       |
| 2008 | 446       |
| 2012 | 416       |
| 2014 | 402       |
| 2017 | 396       |

Im Jahr 1777 wirtschafteten in Mengelsdorf 8 besessene Mann, 30 Gärtner und 11 Häusler. In seinem Buch Kurzer Abriß der Geschichte von Mengelsdorf gab der Reichenbacher Diakon Christian Gottlieb Käuffer im Januar 1800 nur eine Zahl von 5 Bauern, 32 Gärtnern und 6 Häuslern an.
Zwischen 1825 und 1871 stieg die Einwohnerzahl von etwa 430 auf rund 530. Danach pendelte die Zahl der Einwohner etwas und erreichte 1905 einen Stand von fast 550. Bis 1939 fiel die Zahl wieder auf den Stand von 1871 zurück. Nach dem Zweiten Weltkrieg wurden Flüchtlinge und Vertriebene aus Schlesien aufgenommen, unter anderem wurden im Schloss Waisenkinder und ein Heim der Barmherzigen Schwestern vom Heiligen Karl Borromäus untergebracht, so dass die Einwohnerzahl Mengelsdorfs bis 1950 auf über 800 anstieg. In den folgenden Jahren fiel die Zahl wieder und erreichte 1971 etwa 630 und 1990 etwa 460.
In den neunziger Jahren stieg die Einwohnerzahl Mengelsdorfs durch Eigenheimneubauten bis zum Jahr 2000 wieder auf etwa 500 an. Nach der Jahrtausendwende war der Eigenheimbedarf weitgehend gedeckt, so dass die Wachstumselemente Wegzug und negativer Geburtenüberschuss nicht mehr kompensiert werden konnten und die Zahl der Einwohner wieder zurückging.
Von den 396 Einwohnern im Dezember 2017 (Dezember 2008: 446; Juni 2012: 416) lebten 39 (2008: 26; 2012: 25) in Löbensmüh und 55 (2008: 59; 2012: 61) in Feldhäuser, die restlichen 302 (2008: 361; 2012: 330) im eigentlichen Mengelsdorf.

### Ortsname
Der Ortsname entwickelte sich von Mengeresdorph, Mengesdorf, Mengersdorff und Mangersdorf (14. Jahrhundert) über Mengirsdorf und Mengelstorff (frühes 15. Jahrhundert) hin zu Mengelsdorff (1533) und Mengelsdorf (1768).
Eine Ableitung des Namens von einem Personennamen ist zwar möglich (Dorf eines Meinger), wahrscheinlicher jedoch ist die Ableitung von einem mittelhochdeutschen Beinamen mangœre, mengœre, menger „Kleinhändler, Krämer, Höker, Trödler“.